# Boštjan Mervar
Boštjan Mervar (Novo Mesto, 22 september 1973) is een Sloveens voormalig professioneel wielrenner. Hij was een sprinter. Mervar reed nagenoeg zijn gehele carrière voor de Sloveense ploeg Perutnina Ptuj en haar voorgangers, afgezien van één seizoen: in 2004 reed hij voor het Italiaanse Formaggi Pinzolo Fiavè.
In 1997 won hij zijn eerste koers: het eindklassement van de GP Umag. Het jaar erop won hij deze wedstrijd nogmaals, en wist hij zijn eerste professionele overwinningen te behalen: etappes in de OBV Classic en de Uniqa Classic. Daarnaast behaalde hij ereplaatsen in etappes in de Ronde van Normandië. 
In 1999 won hij de proloog van de Ronde van Slovenië, tot dan toe zijn grootste overwinning. In 2001 werd hij tweede in het Sloveense kampioenschap op de weg bij de elite, een jaar later werd hij derde. In 2004 won hij een etappe in de Omloop van Lotharingen en deed hij mee aan de Ronde van Italië. Ondanks dat hij een sprinter was, verrichtte hij voornamelijk knechtwerk en werd hij niet uitgespeeld in de sprints. In 2006 won Mervar nog twee minder belangrijke Baltische wedstrijden, na dat seizoen beëindigde hij zijn professionele wielerloopbaan, en werd hij wielerploegleider.

## Belangrijkste overwinningen
1998
- 2e etappe OBV Classic
- 2e etappe Uniqa Classic

1999
- Proloog Ronde van Slovenië

2001
- 2e etappe Ronde van Slovenië
- GP Krka

2002
- GP Istria 3
- 1e etappe Jadranska Magistrala
- 6e etappe Ronde van Slovenië
- Raiffeisen Grand Prix
- 2e etappe Ronde van Oostenrijk

2003
- GP Istria 1
- Trofej Plava Laguna 2
- 1e etappe Jadranska Magistrala
- 6e etappe Ronde van Slovenië
- Puntenklassement Ronde van Slovenië
- 3e etappe Uniqa Classic

2004
- 7e etappe Omloop van Lotharingen

2005
- Proloog Jadranska Magistrala
- 4e etappe Ronde van Slovenië

2006
- 8e etappe Ronde van Cuba
- GP Palma
- GP Kranj

## Resultaten in voornaamste wedstrijden
| Jaar | Ronde van Italië | Ronde van Frankrijk | Ronde van Spanje |
| ---- | ---------------- | ------------------- | ---------------- |
| 2004 | 130e             |                     |                  |